# Georges Neri
Georges Neri, né le 13 juillet 1934 à Marseille, est un acteur français.

## Biographie

### Enfance
Georges Neri a travaillé quelque temps dans la boulangerie de ses parents avant de devenir chauffeur de taxi dans sa ville natale.

### L'amour du spectacle
Comédien et chanteur méridional il a toujours rêvé de vivre de ses passions. Durant de nombreuses années il se contente de chanter et de produire ses sketchs dans des banquets et des mariages. On le voit aussi dans des spots publicitaires sur des chaînes de télévision locales (et par la suite nationales).

### Les premières télévisions
En 1987, il postule pour participer à l’émission Face à France sur la Cinq produite par Thierry Ardisson et Catherine Barma. Ses répliques en direct à Guillaume Durand lui donnent de la notoriété et le réalisateur Jacques Demy ne tarde pas à le contacter pour son film Trois places pour le 26 aux côtés d'Yves Montand.

### Les grands réalisateurs
Il a ensuite enchainé les films auprès de grands réalisateurs comme Gérard Oury, Luc Besson, John Frankenheimer, Emmanuel Mouret, José Pinheiro, Jean-Paul Rappeneau, Paul Carpita ou encore Daniel Auteuil.

## Filmographie

### Cinéma

#### Longs métrages
- 1988 : Trois places pour le 26 de Jacques Demy - le gardien du port
- 1989 : Roselyne et les Lions de Jean-Jacques Beineix - le commentateur du spectacle d'animaux
- 1991 : Transit de René Allio - le juif traqué
- 1995 : Le Hussard sur le toit de Jean-Paul Rappeneau - le vieux moissonneur
- 1996 : Les Sables mouvants de Paul Carpita - Fonse
- 1996 : Hercule et Sherlock de Jeannot Szwarc - le chauffeur de taxi
- 1997 : Sinon, oui de Claire Simon - M. Maupin
- 1998 : Ronin de John Frankenheimer
- 1998 : Taxi de Gérard Pirès - Joe
- 1999 : Le Double de ma moitié d'Yves Amoureux - le visiteur
- 1999 : Le Schpountz de Gérard Oury - le client des anchois
- 2000 : Comme un aimant de Kamel Saleh et Akhenaton - le mafieux
- 2000 : Laissons Lucie faire ! d’Emmanuel Mouret - le père de Lucien
- 2000 : 2ème quinzaine de juillet de Christophe Reichert - le médecin
- 2001 : Bandits d'amour de Pierre Le Bret - Toni
- 2001 : Bella ciao de Stéphane Giusti - l'homme du cimetière
- 2001 : Absolument fabuleux de Josiane Balasko
- 2001 : Les Rois mages de Bernard Campan et Didier Bourdon - le patron du Sexbar
- 2002 : Marche et rêve ! Les Homards de l'utopie de Paul Carpita - Dédé
- 2002 : Gomez et Tavarès de Gilles Paquet-Brenner
- 2003 : Travail d'Arabe de Christian Philibert
- 2006 : Mon meilleur ami de Patrice Leconte
- 2010 : Un balcon sur la mer de Nicole Garcia - Fedida
- 2011 : Tue-moi (Töte mich) d'Emily Atef
- 2013 : Fanny de Daniel Auteuil - Elzéar Panisse (le frère ainé de Panisse)
- 2014 : La French de Cédric Jimenez  - Charles Peretti
- 2018 : Brillantissime de Michèle Laroque

#### Courts métrages
- 2000 : Photo de famille de Xavier Barthélemy
- 2001 : Faute de grive de Patrick Bosso
- 2006 : Le Zing - Fernand avec Baba Chaudoul dans le rôle de Baptiste
- 2011 : Ces gens venus d'ailleurs de Réjane Avazéri - le marseillais (Marius)

### Télévision

#### Téléfilms
- 1992 : Fou de foot de Dominique Baron - M. Sebag
- 1994 : Le paradis absolument de Patrick Volson - le premier pompier
- 1994 : Pas si grand que ça de Bruno Herbulot - un cycliste
- 1995 : Lettre ouverte à Lili de Jean-Luc Trotignon - le joueur de boules
- 1996 : Un amour impossible de Patrick Volson - l'aubergiste
- 1998 : Intime conviction de John Lvoff - le garagiste
- 1999 : Victor, maître de chantier de David Delrieux
- 2000 : Le blanc et le rouge de Jean-Louis Lorenzi - Edmond
- 2000 : Les Ritaliens de Philomène Esposito - le contremaître
- 2001 : Roger et Fred de Joyce Bunuel
- 2001 : Permission Moisson de Didier Grousset - Papet
- 2002 : Notes sur le rire de Daniel Losset
- 2002 : Fabio Montale (Solea, Chourmo et Total Khéops) de José Pinheiro - Fonfon
- 2002 : Un été amoureux de Jacques Otmezguine
- 2003 : Y aura pas école demain de Philippe de Broca - Rémy le patron du café
- 2004 : Les Eaux troubles, téléfilm de Luc Béraud  - Julius
- 2004 : Les Filles du calendrier sur scène de Jean-Pierre Vergne
- 2005 : Mes deux maris de Henri Helman - Le chauffeur de Taxi
- 2005 : Un coin d'Azur de Heikki Arekallio - Le curé
- 2006 : Roméro et Juliette de Williams Crépin - Edmond du centre de tir
- 2007 : L'Affaire Christian Ranucci : le Combat d'une mère de Denys Granier-Deferre - le patron du restaurant
- 2008 : Elles et moi de Bernard Stora
- 2008 : Drôle de Noël de Nicolas Picard-Dreyfuss - Le monsieur
- 2009 : Le Débarcadère des Anges Collection Suite noire de Brigitte Roüan
- 2010 : La Grève des femmes de Stéphane Kappes - M. Braunschweig
- 2014 : La vallée des mensonges de Stanislas Graziani - Honoré
- 2016 : Meurtres à La Ciotat de Dominique Ladoge - Roland
- 2017 : Crime dans les Alpilles de Éric Duret - Monsieur Parot

#### Séries télévisées
- 1993 : Le Château des oliviers
  - (Épisode 1 : Les racines) - le maire
- 1993 : Rocca
  - (Épisode 2 : Retour de flamme) - Tullier
  - (Épisode 3 : Mortels rendez-vous) - Tullier
  - (Épisode 4 : Coup de cœur) - Tullier
- 1993 : Van Loc : un grand flic de Marseille
  - (Épisode 2 : La grenade)
- 1995 : Docteur Sylvestre
  - (Saison 1 Épisode 3 : D'origine inconnue) - Yvon
  - (Saison 1 Épisode 4 : Condamné à vivre) - Yvon
- 1996 : L'avocate
  - (Épisode 4 : Droit de visite) - Gaston
- 1996 :Le Juste
- (Épisode : Sonate pour Juliette) - Le maire du village
- 1999 : Mélissol
  - (Épisode 4 : Le nettoyeur) - le paysan
- 1999 : Tramontane d'Henri Helman
  - (Épisodes 1, 2 et 5) - Sournia
- 1999 à 2001 : Maigret
  - (Épisode 29 : Madame quatre et ses enfants de Philippe Berenger) - l'homme provincial
  - (Épisode 35 : Mon ami Maigret de Bruno Gantillon) - Justin
- 2001 : Méditerranée d'Henri Helman
  - (Épisode 1) - le maire de Saint Circe
- 2001 : Rastignac ou les Ambitieux d'Alain Tasma
  - (Épisode 1) - le conseiller général
- 2003 : Fabien Cosma
  - (Saison 1 - Épisode 3 : Jamais trop tard de Jean-Pierre Vergne) - Néné
- 2003 : Une femme d'honneur
  - (Saison 7 - Épisode 3 : Double cœur de Christiane Leherissey) - Aldo
- 2004 : Le Grand Patron
  - (Saison 1 - Épisode 10 : Quarantaine de Christian Bonnet) - Robert Véron
- 2004 : Le Camarguais
  - (Saison 1 - Épisode 8 : Un nouveau départ d'Olivier Langlois) - Chavanel père
- 2006 : Le Tuteur
  - (Saison 3 - Épisode 1 : Le pêcheur de miracles) - Mario
- 2011 : Week-end chez les Toquées de Laurence Katrian et Emmanuel Jeaugey
  - (Épisode 1 : Week-end en famille) - le vieux pêcheur
- 2012 - 2013 - 2014 - 2015 - 2016 : Scènes de ménages
  - (Plusieurs Épisodes : Huguette et Raymond) - Dominique (un ami du couple)

## Théâtre
- 1991 : Comme il veut ! de Serge Valletti, mise en scène Pascal Papini - le maire
- 1995 : Merlusse de Marcel Pagnol, mise en scène Georges Folgoas
- 1996 : Caligula d'Albert Camus
- 1997-1998 : La Femme du boulanger de Marcel Pagnol - Antonin dit "Tonin"
- 2007 : À la vie, à la mort ! de Jean-Louis Milesi d'après le film de Robert Guédiguian - Pépé Carlossa

## Doublage
- 2004 : Vénus et Fleur de Emmanuel Mouret - L'oncle